# KK Žora Karlovac
KK Žora je hrvatski košarkaški klub iz Karlovca. Klub je osnovan na inicijativu roditelja čija su djeca trenirala košarku u KK Žorona Karlovac. U klubu treniraju i igraju dječaci počevši od prvog razreda osnovne škole.

## Povijest
KK Žora Karlovac osnovan je 21. siječnja 2011. godine s ciljem promicanja košarkaške igre i brige o mladima. Nakon osnivanja klub je primljen u članstvo Hrvatskog košarkaškog saveza, Košarkaškog saveza Karlovačke županije te Karlovačke sportske zajednice.

## Naziv kluba kroz povijest
- KK Žora (2011.)

## Ostvareni rezultati
Seniori nastupaju u hrvatskoj C-1 ligi koju organizira KS Zagreba. 
U proteklim sezonama 2011./2012. i 2012./2013. liga se igrala u dvije skupine A i B,
a prva dva kluba igrali završnicu za plasman u B ligu.
Učinak po sezonama: 
- sezona 2011./2012. – 8. mjesto
- sezona 2012./2013. – 5. mjesto

## Vanjske poveznice
- Službena stranica
- facebook